# Хачинчайское водохранилище
Хачинчайское водохранилище (азерб. Xaçınçay su anbarı) — водохранилище в Агдамском районе Азербайджана. Объём водоёма составляет 23 млн м³, площадь — 1,76 км².

## История
Построено в 1964 году. Функционировало с 1964 по 1993 год, до оккупации Агдама армянскими вооруженными силами. До 1993 года орошало 8000 гектар земель, и являлось источником воды для города Агдам и окрестностей.
В ноябре 2020 года территория вернулась под контроль Азербайджана. С 3 января 2021 года Азербайджан приступил к очистке от мин территории вокруг Хачынчайского водохранилища и восстановлению его функционирования. В начале декабря 2021 года МЧС Азербайджана заявило, что водохранилище и его окрестности полностью очищены от мин. 
24 декабря 2023 года введено в эксплуатацию после восстановления.

## География
Расположено на реке Хачынчай. В непосредственной близости от водохранилища расположено село Джинли, также вблизи расположены сёла Алиагалы и Алимадатли.

## Характеристики
Высота плотины — 44 м, длина — 940 м. Площадь зеркальной поверхности воды — 176 гектар.
Исток водохранилища расположен на высоте 1 800 метров над уровнем моря. Источником вод для водохранилища являются грунтовые, подземные и дождевые воды
К водохранилищу ведёт водный канал длиной 30 километров. Пропускная способность канала составляет 3,2 кубометра в секунду.
Средняя температура воды в январе +3,8 °C, в августе +23,1 °C. Наиболее высокая температура зафиксирована 13 июня 1964 года, +30,5 °C.

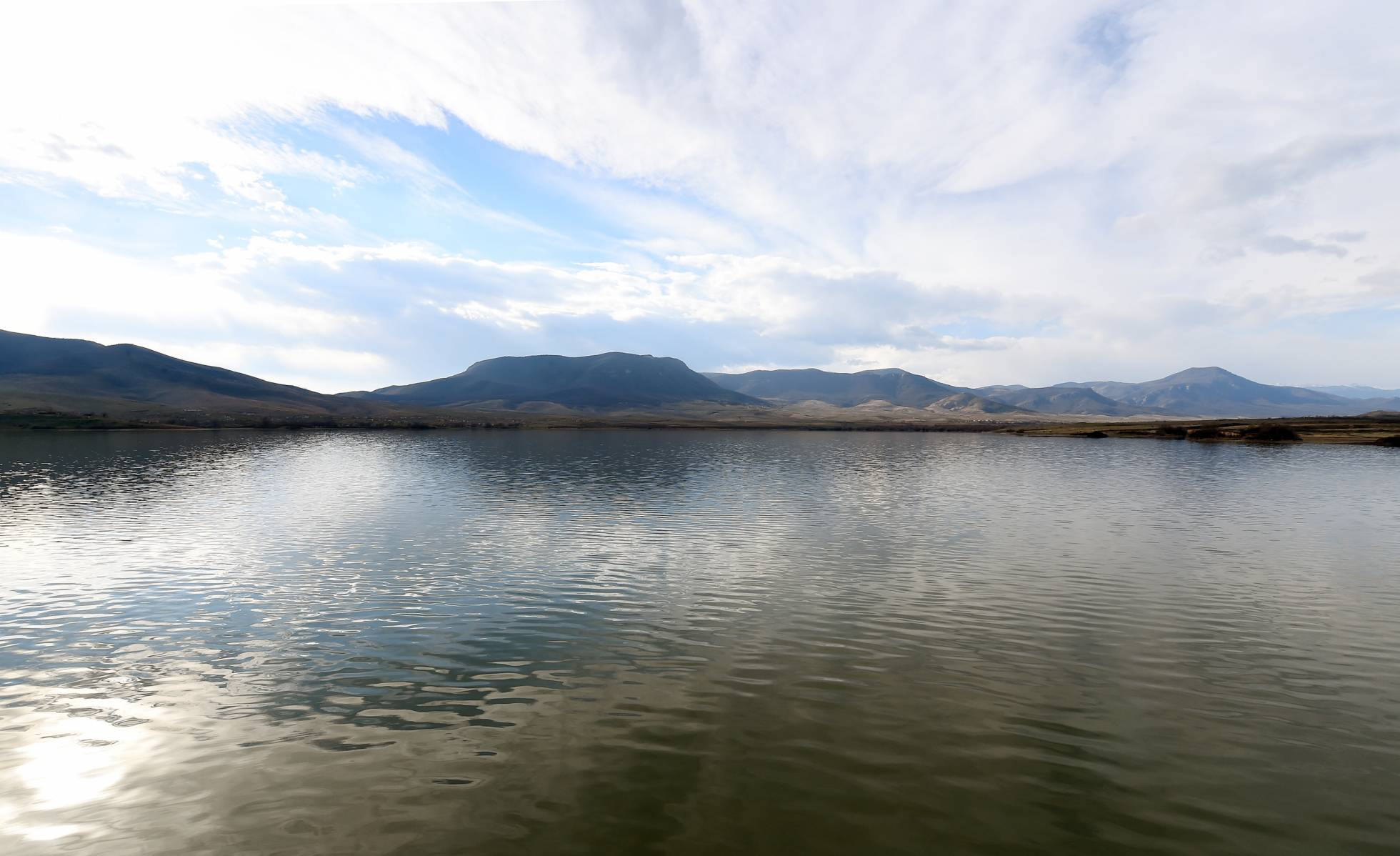
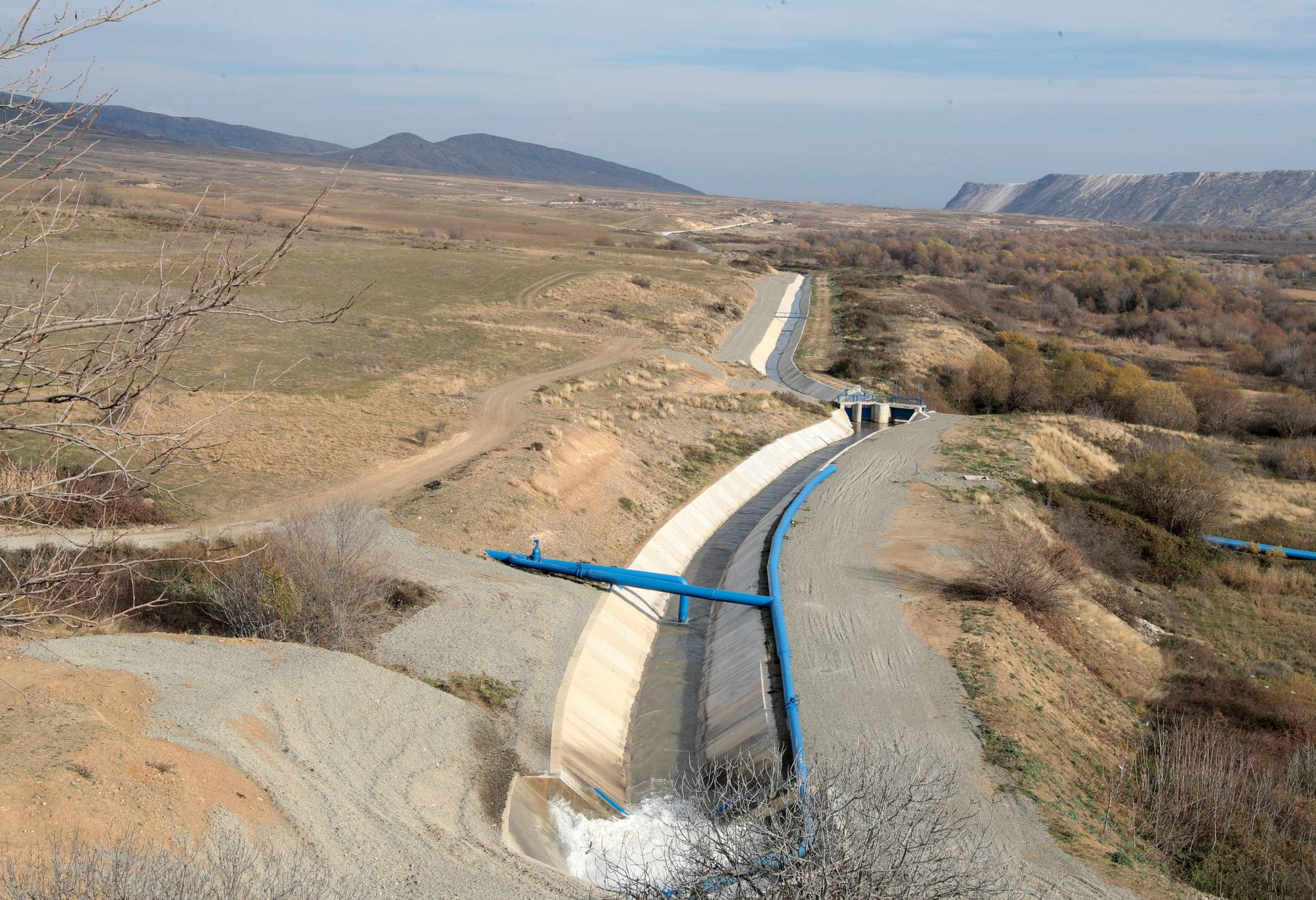